# Низька опорна орбіта

Низька опорна орбіта (НОО) — орбіта космічного апарата, що обертається навколо Землі. Орбіта вважається «опорною», якщо передбачається її зміна — збільшення висоти або зміна нахилу. Якщо ж маневри не передбачені або космічний апарат взагалі не має власної рушійної установки, вживають назву «низька навколоземна орбіта». Загалом вважається, що космічний апарат перебуває на опорній орбіті, якщо він рухається з першою космічною швидкістю, яка для планети Земля становить 7,9 км/с, і знаходиться на висоті, де відповідна щільність верхніх шарів атмосфери суттєво не гальмує космічний апарат й, в першому наближенні, допускає круговий або еліптичний рух. При цьому на орбіті такого типу апарат може знаходитися і менше одного оберту.

## Типові параметри
Типові параметри опорної орбіти, на прикладі космічного корабля «Союз TMA»:
- Мінімальна висота над рівнем Землі (у перигеї) — 193 км,
- Максимальна висота над рівнем Землі (в апогеї) — 220 км,
- Нахил — 51,6 градуса,
- Період обертання — близько 88,3 хвилини.

## Специфіка НОО
При визначенні висоти НОО важливо вказувати, від якої моделі Землі вона відраховується. Балістики на пострадянському просторі традиційно вказують висоту над еліпсоїдом, а американські — над сферою, в результаті різниця може досягати 20 км (приблизно відповідає різниці екваторіального і полярного радіусів Землі), а розташування апогея і перигея — зміщуватись.
Оскільки добове обертання Землі бере участь у виведенні ракети-носія на орбіту, то вантажопідйомність залежить від нахилу орбіти до площини екватора. Найкращі умови досягаються, якщо НОО має нахил до екватора, який збігається з широтою стартового майданчика, з якої відбувся запуск. Інші нахили орбіти зменшують здатність ракети-носія виводити вантаж на орбіту. Однак не для всіх космодромів можливий запуск в найбільш енергетично вигідному напрямку, наприклад, для Байконура з широтою близько 46° неможливий запуск на орбіти з кутом нахилу менше 48,5° через обмеження щодо територій падіння відокремлюваних частин ракет. Найчастіше при запусках з Байконура використовується нахил 51,6°, менші використовуються рідко.
Час існування, або час перебування космічного апарата на НОО, залежать від балістичних параметрів штучного небесного тіла і від поточної активності Сонця, яке впливає на протяжність зовнішніх шарів атмосфери Землі.
Чим нижче орбіта, тим більша маса вантажу, що може вивести ракета-носій при інших рівних умовах. Тому опорну орбіту вигідно робити якомога нижче. На практиці, час існування менше однієї доби може викликати проблеми при відмовах на борту космічного апарата, тому такі низькі орбіти практично не використовуються. Крім того, на мінімальну висоту опорної орбіти впливає величина похибки виведення, тому що при несприятливому поєднанні помилок вимірювальних приладів, органів управління і зовнішніх чинників орбіта може виявитися дуже низькою і космічний апарат повернеться в атмосферу Землі і згорить, перш ніж встигне зманеврувати. Тим не менш, відомі випадки виведення апаратів на орбіти з періодом обертання менше 88 хвилин і висотою перигея 121—150 км.
Поняття «опорна орбіта» увійшло у вжиток з початком запусків чотириступеневої ракети 8К78 «Молнія», четвертий ступінь якої запускався в невагомості після здійснення приблизно 3/4 оберта навколо Землі, що було потрібно для міжпланетних і місячних автоматичних міжпланетних станцій.

## Космічне сміття
НОО переповнюється космічним сміттям, що викликає дедалі більше занепокоєння останніми роками, оскільки зіткнення тіл, що рухаються в навколоземному просторі з орбітальними швидкостями, може бути досить руйнівним і небезпечним. Такі зіткнення можуть створювати ще більше космічного сміття в процесі так званого синдрому Кесслера. Спільний просторовий операційний центр Стратегічного командування Сполучених Штатів в наш час[коли?] фіксує на НОО понад 8500 об'єктів розміром більше 10 см.